# Denemarken op het Eurovisiesongfestival 1985
Denemarken werd op het Eurovisiesongfestival 1985 vertegenwoordigd door de groep Hot Eyes, met het lied Sku' du spørg' fra no'en?. Het was de achttiende deelname van Denemarken aan het songfestival.

## Finale
De Dansk Melodi Grand Prix, gehouden in de DR-televisiestudio's in Kopenhagen, werd gepresenteerd door Jørgen Mylius. Tien artiesten namen deel. De winnaar werd gekozen door 5 regionale jury's.
| Volgorde | Artiest                                   | Lied                          | Punten | Plaats |
| -------- | ----------------------------------------- | ----------------------------- | ------ | ------ |
| 1        | Anne Lerskov                              | "Længsel"                     | 19     | 8      |
| 2        | Carsten Lehn                              | "Lady Fantasi"                | 23     | 7      |
| 3        | Boulevard                                 | "Si' at du ka' li' mig"       | 27     | 5      |
| 4        | Tommy Seebach                             | "Det' det jeg altid har sagt" | 50     | 2      |
| 5        | Trax                                      | "Ved du hva' du sku'"         | 39     | 3      |
| 6        | X-Tasy                                    | "Sommer rendez-vous"          | 32     | 4      |
| 7        | Hanne Boel, Lisa Dandanell & Tommy Kenter | "Piano"                       | 7      | 10     |
| 8        | J. P. West                                | "En tropisk drøm"             | 12     | 9      |
| 9        | Kirsten & Søren                           | "Sku' du spørg' fra no'en?"   | 58     | 1      |
| 10       | Gry & Vivian Johansen                     | "Vi ska' leve"                | 25     | 6      |

Het was het tweede jaar op rij dat Hot Eyes voor Denemarken naar het Eurovisiesongfestival mocht gaan.

## In Göteborg
Denemarken moest tijdens het festival als vierde aantreden, na Cyprus en voor Spanje. Aan het einde van de puntentelling bleek dat Hot Eyes op een elfde plaats was geëindigd met 41 punten.
België gaf 3 punten aan deze inzending en Nederland deed niet mee in 1985.

### Gekregen punten

#### Finale
| 12 punten             | 10 punten   | 8 punten          | 7 punten | 6 punten                |
| --------------------- | ----------- | ----------------- | -------- | ----------------------- |
|                       | - Frankrijk |                   |          | - Duitsland - Noorwegen |
| 5 punten              | 4 punten    | 3 punten          | 2 punten | 1 punt                  |
| - Oostenrijk - Zweden |             | - België - Cyprus | - Italië | - Portugal              |

### Punten gegeven door Denemarken

#### Finale
Punten gegeven in de finale:
| 12 punten | Noorwegen           |
| 10 punten | Duitsland           |
| 8 punten  | Zweden              |
| 7 punten  | Oostenrijk          |
| 6 punten  | Zwitserland         |
| 5 punten  | Verenigd Koninkrijk |
| 4 punten  | Israël              |
| 3 punten  | Ierland             |
| 2 punten  | Luxemburg           |
| 1 punt    | Italië              |

1957 · 1958 · 1959 · 1960 · 1961 · 1962 · 1963 · 1964 · 1965 · 1966 · 1967-1977 · 1978 · 1979 · 1980 · 1981 · 1982 · 1983 · 1984 · 1985 · 1986 · 1987 · 1988 · 1989 · 1990 · 1991 · 1992 · 1993 · 1994 · 1995 · 1996 · 1997 · 1998 · 1999 · 2000 · 2001 · 2002 · 2003 · 2004 · 2005 · 2006 · 2007 · 2008 · 2009 · 2010 · 2011 · 2012 · 2013 · 2014 · 2015 · 2016 · 2017 · 2018 · 2019 · 2020 · 2021 · 2022 · 2023 · 2024 · 2025